# Lac Wilson (Alabama)
Pour les articles homonymes, voir Wilson.
Le lac Wilson est un lac de barrage situé sur le cours de la rivière Tennessee dans l'État de l'Alabama. Il fait partie de la Tennessee Valley Authority. Il rejoint le barrage Wheeler (en) et le barrage Wilson.